# مایسکی (استان بلگورود)
مایسکی (انگلیسی: Maysky, Belgorod Oblast) یک شهرک در بخش بلگورودسکی استان بلگورود کشور روسیه است.